# Rodrigo Garro
Rodrigo Garro (General Pico, La Pampa, Argentina; 4 de enero de 1998) es un futbolista argentino que juega como mediocampista ofensivo en el Sport Club Corinthians Paulista del Campeonato Brasileño de Serie A.  

## Trayectoria
Rodrigo Garro se formó en Cultural Argentino de General Pico y tuvo un paso por las inferiores de Primero de Mayo. Luego tuvo un paso por Atlético de Rafaela y finalmente llegó a Instituto de Córdoba, donde jugó su primer partido en febrero de 2018.
Para la temporada 2022, pasó a Talleres de Córdoba, su primer club de Primera División. Llegó a préstamo y el Matador luego compró su pase. Tras dos grandes temporadas con 80 partidos y 11 goles, el club anunció la extensión y mejora de su contrato. Durante su paso por Talleres, además de los goles, destacó principalmente por sus pases de gol y por su versatilidad en el campo de juego. Talleres alcanzó los cuartos de final de la Copa Libertadores 2022 y el subcampeonato de la Copa Argentina 2023, con Garro como titular en la mayoría de los partidos. En 2023, fue reconocido como uno de los mejores jugadores del fútbol argentino.
En enero de 2024, Rodrigo es incorporado para el plantel del Corinthians en un contrato por cuatro temporadas.  En su primera temporada, alcanzó las 10 asistencias y los 10 goles, siendo el único jugador de todo el torneo en lograrlo. Además fue elegido por el público como el mejor futbolista del campeonato e integró el equipo ideal del Brasileirão 2024.

## Estadísticas

### Clubes
Actualizado de acuerdo al último partido jugado el 6 de agosto de 2025.
| Club                           | Div.          | Temporada     | Liga  | Liga  | Liga   | Copas nacionales | Copas nacionales | Copas nacionales | Torneos internacionales | Torneos internacionales | Torneos internacionales | Total | Total | Total  |
| Club                           | Div.          | Temporada     | Part. | Goles | Asist. | Part.            | Goles            | Asist.           | Part.                   | Goles                   | Asist.                  | Part. | Goles | Asist. |
| ------------------------------ | ------------- | ------------- | ----- | ----- | ------ | ---------------- | ---------------- | ---------------- | ----------------------- | ----------------------- | ----------------------- | ----- | ----- | ------ |
| Instituto de Córdoba Argentina | 2.ª           | 2017-18       | 3     | 0     | 0      | —                | —                | —                | —                       | —                       | —                       | 3     | 0     | 0      |
| Instituto de Córdoba Argentina | 2.ª           | 2018-19       | 4     | 0     | 0      | —                | —                | —                | —                       | —                       | —                       | 4     | 0     | 0      |
| Instituto de Córdoba Argentina | 2.ª           | 2019-20       | 13    | 2     | 0      | —                | —                | —                | —                       | —                       | —                       | 13    | 2     | 0      |
| Instituto de Córdoba Argentina | 2.ª           | 2020          | 8     | 0     | 1      | 1                | 0                | 0                | —                       | —                       | —                       | 9     | 0     | 1      |
| Instituto de Córdoba Argentina | 2.ª           | 2021          | 31    | 5     | 3      | —                | —                | —                | —                       | —                       | —                       | 31    | 5     | 3      |
| Instituto de Córdoba Argentina | Total club    | Total club    | 59    | 7     | 4      | 1                | 0                | 0                | 0                       | 0                       | 0                       | 60    | 7     | 4      |
| Talleres de Córdoba Argentina  | 1.ª           | 2022          | 22    | 3     | 7      | 12               | 0                | 0                | 3                       | 1                       | 1                       | 37    | 4     | 8      |
| Talleres de Córdoba Argentina  | 1.ª           | 2023          | 27    | 5     | 6      | 17               | 3                | 3                | —                       | —                       | —                       | 44    | 8     | 9      |
| Talleres de Córdoba Argentina  | Total club    | Total club    | 49    | 8     | 13     | 29               | 3                | 3                | 3                       | 1                       | 1                       | 81    | 12    | 17     |
| S. C. Corinthians · Brasil     | 1.ª           | 2024          | 36    | 10    | 10     | 15               | 1                | 2                | 11                      | 2                       | 2                       | 62    | 13    | 14     |
| S. C. Corinthians · Brasil     | 1.ª           | 2025          | 7     | 0     | 0      | 8                | 1                | 2                | 5                       | 0                       | 1                       | 20    | 1     | 3      |
| S. C. Corinthians · Brasil     | Total club    | Total club    | 43    | 10    | 10     | 23               | 2                | 4                | 16                      | 2                       | 3                       | 82    | 14    | 17     |
| Total carrera                  | Total carrera | Total carrera | 151   | 25    | 27     | 53               | 5                | 7                | 19                      | 3                       | 4                       | 223   | 33    | 38     |
| 1. 2. 3.                       |               |               |       |       |        |                  |                  |                  |                         |                         |                         |       |       |        |

## Palmarés

### Títulos regionales
| Título              | Club              | Estado    | Año  |
| ------------------- | ----------------- | --------- | ---- |
| Campeonato Paulista | S. C. Corinthians | São Paulo | 2025 |

## Accidente automovilístico
En la madrugada del 4 de enero de 2025, mientras conducía su camioneta por General Pico, provincia de La Pampa, colisionó a una motocicleta, lo que provocó la muerte de su conductor, un hombre de 30 años. Tras realizarle un control de alcoholemia, el futbolista registró 0,54 gramos de alcohol por litro de sangre. Garro fue imputado por homicidio culposo debido a una supuesta conducción imprudente. Días más tarde, se reveló que el conductor de la motocicleta se encontraba con altos niveles de alcoholemia y de consumo de cocaína, revelados por una muestra de sangre analizada, a su vez de que la maniobra que provocó el accidente fue de mayor responsabilidad por parte del motociclista que de Garro en sí.